# Enrico de Dominicis
Enrico De Dominicis (Avellino, 12 febbraio 1828 – Amalfi, 17 giugno 1908) è stato un arcivescovo cattolico italiano.

## Biografia
Nato ad Avellino il 12 febbraio 1828 da Giuseppe e Bersabea Bonito, ordinato sacerdote il 5 aprile 1851, fu nominato vescovo dei Marsi da papa Leone XIII il 10 novembre 1884 e consacrato a Roma, nella basilica di Sant'Apollinare, il 16 novembre dello stesso anno dal cardinale Lucido Maria Parocchi. Dal 1894 fino alla sua morte, sopraggiunta il 17 giugno 1908, fu arcivescovo di Amalfi.

## Genealogia episcopale e successione apostolica
La genealogia episcopale è:
- Cardinale Scipione Rebiba
- Cardinale Giulio Antonio Santori
- Cardinale Girolamo Bernerio, O.P.
- Arcivescovo Galeazzo Sanvitale
- Cardinale Ludovico Ludovisi
- Cardinale Luigi Caetani
- Cardinale Ulderico Carpegna
- Cardinale Paluzzo Paluzzi Altieri degli Albertoni
- Papa Benedetto XIII
- Papa Benedetto XIV
- Papa Clemente XIII
- Cardinale Marcantonio Colonna
- Cardinale Giacinto Sigismondo Gerdil, B.
- Cardinale Giulio Maria della Somaglia
- Cardinale Carlo Odescalchi, S.I.
- Cardinale Costantino Patrizi Naro
- Cardinale Lucido Maria Parocchi
- Arcivescovo Enrico de Dominicis

La successione apostolica è:
- Vescovo Michele Lucibello (1902)